# 아비그도르 리베르만

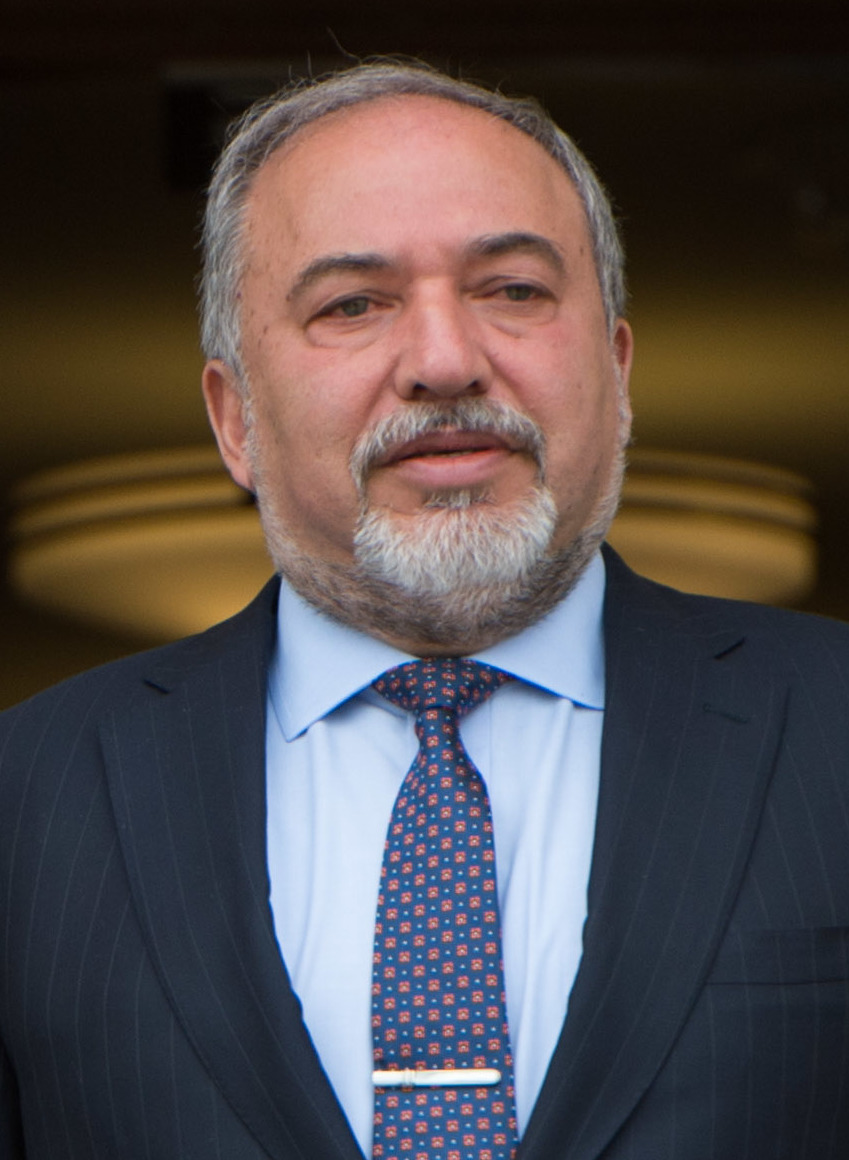
아비그도르 리베르만

아비그도르 리베르만(히브리어: אביגדור ליברמן, 러시아어: Авигдор (Эве́т Львович) Либерман, 1958년 6월 5일 ~)는 몰도바 소비에트 사회주의 공화국 태생의 이스라엘 정치인이자 현재 이스라엘 외무부 장관이며 이스라엘 부총리일 뿐만 아니라 크네세트의 구성원이다. 그는 이스라엘은 우리의 집당의 설립자이자 리더이며, 당의 선거 기반은 소련 출신의 이민자들이다.
리베르만은 이스라엘의 정치계에서 극단적인 축에 속한다. 그는 "내가 항상 새로운 생각을 제공하기 때문에 쟁점의 대상이 되어왔다. 나를 위하여 논쟁적이 되는 것을, 긍적적으로 생각한다."라고 말했다. 리베르만은 이스라엘이 다수의 유대인 정착촌 블록을 포함해야 하며 팔레스타인 국가는 다수의 아랍계 이스라엘인 중심지를 포함해야 하고, 이를 위하여 이스라엘과 요르단강 서안 지구 사이에 국경을 다시 그어야 한다고 요구했다. 그는 이스라엘의 시민들이 충성 선서를 해야하며 그렇지 않으면 참정권을 잃게 해야만 한다고 생각했다.
리베르만은 1999년에 최초로 크네세트에 들어갔으며, 이후 이스라엘의 정치에서 국가기반장관, 교통장관, 전략사무장관, 부총리, 외무부장관을 포함하는 수많은 역할을 하고 있다.